# 아오즈촌
아오즈촌(粟生津村)은 니가타현 니시칸바라군에 있던 촌이다.

## 역사
- 1889년 4월 1일 - 정촌제 시행에 수반해 니시칸바라군 아오즈촌이 성립하였다.
- 1954년 11월 3일 - 요시다정,  요노즈촌과 합병해 요시다정이 신설되어 소멸하였다.

## 참고문헌
- 『市町村名変遷辞典』東京堂出版、1990年。